# Мишел Ферли
Мишел Ферли (енгл. Michelle Fairley; Колрејн, 1964. или 1965) северноирска је глумица. Најпознатија је по тумачењу лика Кејтлин Старк у HBO-овој ТВ серији Игра престола (2011–2013). Такође је глумила у серијама Два лица правде (2013), 24: Живи још један дан (2014), The Feed (2019) и Банде Лондона (2020−данас).